# 滩涂

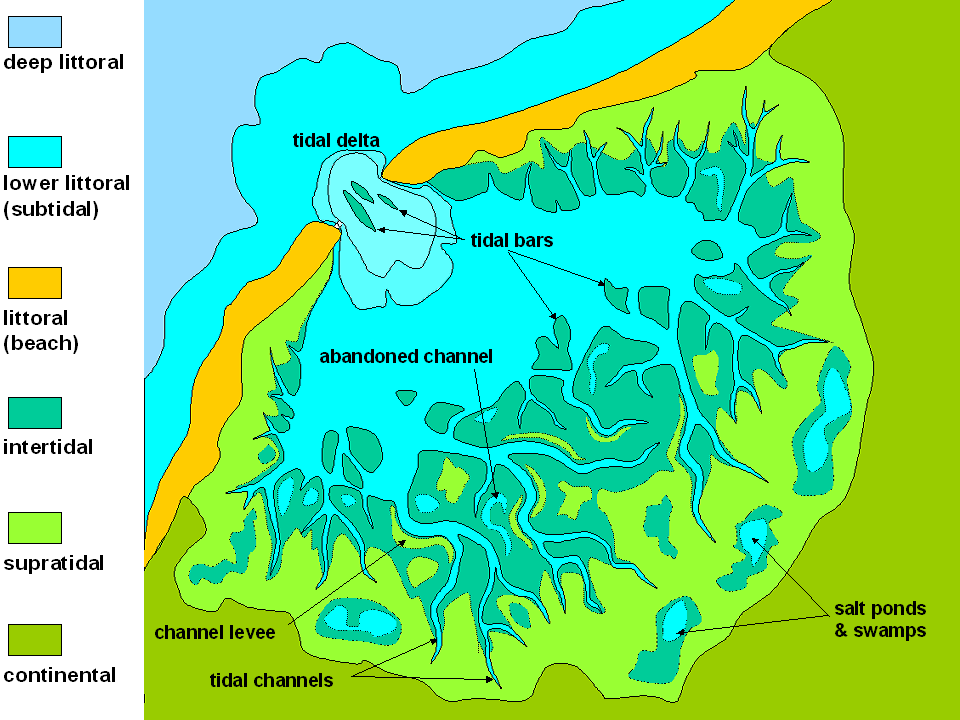
典型的潮上帶、潮間帶和浅海带三個分區。

滩涂（英語：mudflat）是在潮间带形成的沿海湿地。

## 形成
滩涂的形成依赖于水流携带的沉积物，主要来源于：
- 河流携带的泥沙（如长江、亚马逊河等大河的入海口常形成滩涂）；
- 海洋潮汐作用；
- 风暴潮或洋流带来的泥沙。

滩涂通常位于潮间带，受到潮汐和河流的影响。潮水的涨落造成水位变化，水流在涨潮时将沉积物（如沙子和泥土）带入潮间带，落潮时则将这些沉积物留在滩涂上。在潮间带，水流速度较慢，沉积物开始沉积。沉积物的类型和数量取决于流动的水体（海洋、河流等）及其携带的物质。这些沉积物会在潮间带的底部逐渐累积，形成滩涂。

## 分类
一般而言，滩涂可以分为以下四类：
- 泥滩
- 石滩
- 沙滩
- 混合滩涂：有多种特征的滩涂

## 生态系统
鹽沼和紅樹林是重要的生態系統。它們通常飼育大量的野生動物，如數以千萬計的遷徙鴴鷸從北半球的繁殖地遷徙到南半球的非繁殖區的重要棲息地。它們通常對候鳥以及某些種類的螃蟹、軟體動物和魚類至關重要。

### 生物
滩涂因为介于海洋和陆地之间，有很多丰富的生存资源，因此是很多动植物的家园。有些小型动物（如招潮蟹、弹涂鱼、寄居蟹和沙蟹）在上面钻洞生存。这些洞可以令它们保持凉快和躲避猎食者。
石头上也可能见到成群的藤壶。它们在涨水的时候会吸收海水的养分和捕猎。

### 植物
在滩涂上也有一些植物，例如芦苇。其中的沼澤含有豐富的草本植物，而沉積層由薄沙和泥層組成。泥裂是常見的以及波浪狀的面。 由於豐富的腐爛植物生命，沼澤也是煤、泥炭層的起源。

## 人类活动

### 经济活动

#### 制盐业
鹽田的區別是在於它們含有薄薄的粘土淤泥層。淤泥的主要來源來自河流。乾涸的泥漿和風蝕形成淤泥沙丘。當洪水、雨水或潮汐來襲時，乾燥的沉積物會被重新分配。

#### 旅游业
一些滩涂的美景吸引了游客前往，带动了旅游业。

### 渔业
滩涂有许多甲壳类动物和软体动物，是渔业的资源宝库。